# レイア・シウバ
レイア・シウバ（Léia Silva、女性、1985年3月1日 - ）は、ブラジルの女子バレーボール選手。ポジションはリベロ。ブラジル代表。

## 来歴
2014年、ブラジル代表に初選出され、同年8月のワールドグランプリで金メダルを獲得し、世界選手権で銅メダルを獲得した。2016年、リオデジャネイロ五輪に正リベロとして出場した。

## 球歴
- オリンピック - 2016年
- 世界選手権 - 2014年（3位）
- ワールドカップ - 2019年（4位）
- ワールドグランプリ - 2014年、2015年、2016年、2019年

## 所属クラブ
- Apiv Piracicaba（2006年）
- EC Pinheiros（2007-2008年）
- EC Banespa（2008-2009年）
- Piracicaba（2009-2010年）
- オザスコ（2010-2012年）
- EC Pinheiros（2012-2015年）
- ジェルダウ・ミナス（2015-2022年）
- Sesi VB（2022-）